# Переволочная (Черниговская область)
Переволо́чная (укр. Переволочна) — село в Прилукском районе Черниговской области Украины. Население — 689 человек. Занимает площадь 2,346 км².
Код КОАТУУ: 7424186401. Почтовый индекс: 17551. Телефонный код: +380 4637.

## Власть
Орган местного самоуправления — Переволочнянский сельский совет. Почтовый адрес: 17551, Черниговская обл., Прилукский р-н, с. Переволочная, ул. Казацкий Шлях, 79.

## История
Предполагается, что здесь находился древнерусский город Переволока, упомянутый в летописи под 1092 годом в составе Переяславского княжества. В XVIII веке местечко Переволочна на реке Удай, правом притоке Сулы, впадающей в Днепр, принадлежало Прилуцкому полку запорожских казаков, стоявшему по реке Удай и ее притокам.. В XVIII веке здесь базировалась переволочанская казацкая сотня прилуцкого полка, которым с 1739 г. командовал полковник Войска Запорожского Григорий Галаган. В местечке насчитывалось менее полутораста дворов, из них примерно треть казацких, была одна деревянная церковь и до 16 мельниц. «Местечко Переволочна лежит на ровном песчаном месте, на правом берегу реки Удая, на столбовой дороге, из Прилуки в местечко Сребное и город Ромен идущей, от Прилуки в 20 верстах. Оно было Полку Прилуцкаго Сотенное местечко и имело свое Сотенное Правление <…> Жители упражняются в хлебопашестве и скотоводстве, и продают хлеб и скот по ярмаркам в соседних городках и местечках. Торги бывают по воскресным дням, а ярмарка одна в году, августа 6 дня, в день Преображения Господня», — говорится в описании 1786 года.
В ХІХ столетии село Переволочна было волостным центром Переволочанской волости Прилукского уезда Полтавской губернии. В селе была Преображенская церковь.

## Известные личности
В селе родился украинский учёный-экономист в области региональной экономики, инноватики и управления П. Т. Бубенко.